# 大朝鮮帝国史
『大朝鮮帝国史』（だいちょうせんていこくし）とは、朝鮮民族の数千年に及ぶ歴史を著した民族物語絵巻と称する韓国の漫画。1994年に3巻セットが韓国で出版され、1995年に第4巻と第5巻が出版された。著者は金珊瑚（キム・サノ）。1994年韓国漫画大賞出版賞受賞。

## 概要
かつて南北5万里、東西2万里の広大な領土を誇った大ジュシン（대쥬신、大朝鮮）帝国（朝鮮里にして南北2万km、東西8000km。南北と東西を入れ替えればユーラシア大陸への収まりが良い。桓国も参照）が、戦争に勝利しながらもいつの間にか領土を失い、朝鮮半島のみを支配領土とする李氏朝鮮へと至るまでの朝鮮民族の歴史を活写した壮大な歴史物語絵巻。古代の部分は20世紀に朝鮮半島で作られた偽書の『桓檀古記』をネタ元としている。
『大朝鮮帝国史』といっても、実在した大韓帝国の歴史ではなく、ツラン主義を引用して朝鮮民族が東アジアを支配し統治していたという誤った歴史を扱っており、「究極のトンデモ本」と評されている。
野平俊水は「『大朝鮮帝国史』の内容はまったくの偽史であり、歴史歪曲」であるとして、以下のように述べている：

## 大朝鮮帝国史の内容

### 第1巻
- 世界全体を「朝鮮（チュシン）」という。
- 朝鮮民族はパミール高原より出て、紅山文明・黄河文明を起こした。
- 朝鮮民族は「倍達国」「檀君朝鮮」を建国し、中華民族を制圧した。
- 「箕子朝鮮」「衛満朝鮮」は、朝鮮帝国の衛星国家である。
- 「漢四郡」と呼ばれるものは、前漢の郡ではなく、前漢の征討を阻止した武将の所領である。
- 「沸流百済」は、現在の遼寧省・山東省・日本にまたがる大帝国を築いた。

### 第2巻
- 神武天皇は百済から派遣された地方官で、日本列島東征の任務を忠実に果たした。
- 『三国遺事』の延烏郎と細烏女の説話は新羅に滅ぼされた馬韓遺民の倭列島移住を示し、「細烏女」は、卑弥呼のことであり、その娘が神功皇后である。
- 広開土王の侵攻により、百済王は日本に亡命した。この百済王が応神天皇であり、「奈良百済」を建国した。旧領は「古莫那羅百済」と呼ばれた。

### 第3巻
- 「古莫那羅百済」の混乱に乗じて、新羅が日本国内の政治に介入した。これが大化の改新である。
- 高句麗の滅亡により、多くの歴史書が失われた。

### 第4巻
- 山東半島は渤海国の要衝の地で、地方官を派遣していた。そして唐の東方貿易を独占した。
- 扶余系の契丹族の中から耶律阿保機が頭角を現した。「阿保機」とは、「父」を意味する朝鮮語「アボジ」である。
- 1115年、金阿骨打（完顔阿骨打）が皇位に登り、大金帝国と号した。

### 第5巻
- 倭寇に苦しめられていた高麗は、モンゴル帝国のクビライの要請に応じて、喜んで元寇に馳せ参じた。

## 「チュシン」
朝鮮の歴史を民族史観から再照射した李氏朝鮮後期～日本統治時代の朝鮮の歴史学者申采浩（1880年 - 1936年）は、『朝鮮上古史』で、清の乾隆帝の勅命で編纂された『欽定満州源流考』には「朝鮮（チョソン）」の語源は「静かな朝の国」ではなく元々は「珠申（チュシン）」で、その意味は珠申の所属する管境であり、管境の意味は倍逹民族が住んでいる全世界であり、珠申から粛慎、朝鮮が出たと主張した。また、『欽定満州源流考』は夫余や三韓はおろか、百済や新羅までも女真族の歴史に組み入れている。
「チュシンの王」という表現は韓国ドラマ『太王四神記』においても用いられている。

## 書誌情報
- 金珊瑚『大朝鮮帝国史』 第1 - 3巻セット、東亜出版社、1994年1月1日。ISBN 978-8900021202。
- 金珊瑚『大朝鮮帝国史』 第4巻、東亜出版社、1995年11月1日。ISBN 978-8900045949。
- 金珊瑚『大朝鮮帝国史』 第5巻、東亜出版社、1995年11月1日。ISBN 978-8900045956。